# Eileen (película)
Eileen (en México, Mi nombre era Eileen) es una película estadounidense/británica/coreana de suspenso psicológico de 2023 dirigida por William Oldroyd, basada en la novela homónima de 2015 de Ottessa Moshfegh, quien la adaptó al cine junto con su esposo Luke Goebel. Está protagonizada por Thomasin McKenzie, Shea Whigham, Marin Ireland, Owen Teague y Anne Hathaway. Ambientada en el Massachusetts de los años 60, sigue la relación entre dos mujeres que trabajan en un centro de detención juvenil.
Eileen se estrenó en el Festival de Cine de Sundance el 21 de enero de 2023, y en cines selectos de los Estados Unidos el 1 de diciembre de 2023 a través de Neon, antes de expandirse ampliamente el 8 de diciembre de 2023, ya con el título  Mi nombre era Eileen (Max). Recibió reseñas positivas de los críticos, y muchos elogiaron las actuaciones del elenco, la atmósfera de época y la fidelidad al material original.

## Reparto
- Thomasin McKenzie como Eileen Dunlop
- Anne Hathaway como Rebecca
- Shea Whigham como Jim Dunlop
- Marin Irlanda como Rita Polk
- Sam Nivola como Lee Polk
- Owen Teague como Randy
- Jefferson White como Buck Warren
- Tonye Patano como la Sra. Stevens
- Siobhan Fallon Hogan como la Sra. Murray

## Producción
En agosto de 2016, se reveló que Erin Cressida Wilson estaba adaptando la novela Eileen de Ottessa Moshfegh para Fox Searchlight y el productor Scott Rudin. La novela fue finalmente adaptada por Moshfegh y su esposo Luke Goebel, sin Fox Searchlight ya involucrado. El alcalde de Metuchen, Nueva Jersey, Jonathan Busch, confirmó por primera vez que Anne Hathaway, Thomasin McKenzie y Shea Whigham tendrían papeles en la película. El rodaje comenzó a finales de 2021 en Metuchen y los lugares de rodaje también incluyen South Amboy, Nueva Jersey. Fue una de una sucesión de producciones que Hathaway estuvo filmando en Nueva Jersey en 2021 y 2022.
La fotografía principal de la producción se completó en febrero de 2022. Se confirmó que Owen Teague y Marin Ireland se habían agregado al elenco y que Endeavor Content y WME Independent estaban vendiendo los derechos de distribución. La autora de la novela y del guion, Moshfegh, fue citada diciendo que era "una adaptación muy fiel del tono" de su obra original. En junio de 2022, confirmó que la edición estaba asegurada y dijo que McKenzie como Eileen era "increíble. Es como si hubiera nacido para interpretar ese papel, es muy emocionante verla. Y Anne Hathaway interpreta a Rebecca, el tipo de mujer fatal". personaje. Quiero decir, lo estamos viendo de nuevo hoy y en la primera versión, pensé: 'Esto es mucho mejor que mi libro'. Así que la película es realmente satisfactoria, estoy emocionado por eso". Moshfegh dijo que incorporar a su esposo, el escritor Luke Goebel, al proceso de escritura del guion mejoró el guion porque pudo agregar otra perspectiva a la historia. Comenzaron a escribir borradores durante el apogeo del confinamiento por la COVID-19 en 2020 y a evitar incendios forestales estacionales desde Oregón hasta Pasadena y Palm Springs. Moshfegh le dijo a Vanity Fair: "Había una sensación de peligro inminente que nos perseguía, lo que realmente ayudó a escribir". proceso." La banda sonora de la película fue escrita por Richard Reed Parry, de la banda Arcade Fire. Hathaway describió el proyecto como "Carol se encuentra con Reservoir Dogs".

## Estreno
Eileen comenzó con un estreno limitado en cines en los Estados Unidos el 1 de diciembre de 2023 antes de expandirse una semana después (8 de diciembre). La película se estrenó en el Festival de Cine de Sundance 2023 el 21 de enero de 2023. En marzo de 2023, Neon adquirió los derechos de distribución de la película en América del Norte por 15 millones de dólares. En julio de 2023, Focus Features adquirió los derechos de distribución mundial de la película fuera de América del Norte, y su matriz, Universal Pictures, se encargó de la distribución en su nombre y el estreno de la película en cines se programó en el Reino Unido e Irlanda el mismo día de su estreno limitado en los Estados Unidos.